# Hannu Himanen
Hannu Himanen, född 1951, är en finländsk diplomat. Han var Finlands ambassadör i Moskva från 1 maj 2012 till augusti 2016, och gick kort därefter i pension.
Himanen var åren 2008–2012 Finlands ambassadör och ständig representant vid Förenta nationerna och andra internationella organisationer samt Världshandelsorganisationen (WTO) i Genève.
Himanen utexaminerades 1976 som kandidat i samhällsvetenskap från Tammerfors universitet med huvudämnet journalistik. Samma år inledde han sin tjänst vid utrikesministeriet. Himanen var då medlem av Finlands kommunistiska parti, vilket ledde till att han deltog i utrikesministeriets diplomatutbildning som en så kallad taistoit. Åren 1996–2000 var han Finlands ambassadör i Jakarta. Åren 2000–2001 var han chef för Afrikasektionen och Mellanöstern-sektionen vid utrikesministeriet, 2001–2002 programchef för säkerhet och gott styre vid EastWest Institute, Prague Center, och 2002–2003 utrikesråd vid ministeriets forsknings- och planeringsenhet. Åren 2003–2008 var Himanen understatssekreterare vid utrikesministeriet.
Efter pensioneringen 2017 uttryckte Himanen stöd för att Finland snabbt skulle ansluta sig till Nato på grund av kriget i Ukraina och det förändrade säkerhetsläget. I sin bok från 2017, Länttä vai itää – Suomi ja geopolitiikan paluu, beskrev Himanen hur han som ambassadör i Ryssland utsattes för påverkansoperationer från de ryska myndigheterna.
I boken Missä enkelitkin pelkäävät (2024) kritiserar Himanen president Sauli Niinistö för att undvika att ta ställning till Nato efter Rysslands anfall mot Ukraina. Han menar också att presidentens makt ökade på premiärministerns bekostnad under Niinistös tid.